# 九仓镇
九仓镇，是中华人民共和国贵州省遵义市仁怀市下辖的一个乡镇级行政单位。

## 行政区划
九仓镇下辖以下地区：
街道社区、小水村、仁和村、筲箕湾村、杜包村、小湾村、白果寺村和三涨水村。